# Thymus kirgisorum
Thymus kirgisorum ist eine Pflanzenart aus der Gattung der Thymiane (Thymus) in der Familie der Lippenblütler.

## Beschreibung
Thymus kirgisorum ist ein kleiner Strauch, dessen blütentragende Stängel 3 bis 5 (selten bis 10) cm lang werden. Die Laubblätter sind (selten nur 5 bis) 7 bis 13 mm lang und 0,8 bis 1,5 (selten bis 2) mm breit. Sie sind lederig, kurz gestielt, linealisch-lanzettlich bis schmal elliptisch, stumpf, ganzrandig und unbehaart, aber dicht drüsig gepunktet. Die Basis ist bewimpert. Die Mittelrippe ist deutlich erkennbar, die Seitenadern sind eher unauffällig.
Die Tragblätter gleichen mehr oder weniger den Laubblättern. Der Kelch ist 3 bis 4 mm lang und dicht drüsig gepunktet. Die oberen Zähne sind nicht länger als 0,5 cm lang und nicht bewimpert.

## Vorkommen und Standorte
Die Art kommt von Russland und der Ukraine bis ins westliche Kasachstan vor.